# Spy × Family (mùa 2)
Phần thứ hai của loạt phim truyền hình anime Spy × Family được sản xuất bởi Wit Studio và CloverWorks. Phần  được công bố lần đầu cùng với một bộ phim hoạt hình chiếu rạp tại Jump Festa vào ngày 18 tháng 12 năm 2022. Ōkouchi Ichirō sẽ thay thế Furuhashi làm người viết kịch bản, các nhân viên và diễn viên còn lại vẫn sẽ đảm nhận vai trò của họ. Bộ phim tiếp tục kể về điệp viên bậc thầy Twilight, dưới bí danh của bác sĩ tâm thần Loid Forger, và gia đình giả của anh ta, bao gồm cô con gái Anya, một nhà ngoại cảm, vợ anh ta là Yor, một sát thủ có biệt danh là Công chúa Gai và chú chó Bond của gia đình với sức mạnh nhận thức trước được tương lai.
Mùa thứ hai của bộ truyện sẽ bao gồm 12 tập, được công chiếu vào ngày 7 tháng 10 năm 2023 và kết thúc vào ngày 23 tháng 12 năm 2023. Ca khúc chủ đề mở đầu là "Kurakura" (クラクラ lit. "Lâng lâng") bởi Ado và ca khúc chủ đề kết thúc là "Todome no Ichigeki" (トドメの一撃 lit. "Đòn kết liễu") bởi Vaundy ft. Cory Wong.
Phần thứ hai của bộ anime bao gồm 12 tập.  Tiêu đề của các tập phim được viết là "Mật vụ" củng với một số (ví dụ: "Mật vụ 1", "Mật vụ 2", v.v.) và việc đếm liên tục qua các mùa; tập đầu tiên của mùa này là "Mật vụ 26".  Quy ước đặt tên này tuân theo thông lệ của manga gốc, vốn cũng sử dụng "Sứ mệnh" cho tiêu đề chương. Mùa này phỏng theo 21 chương chính của manga, từ Sứ mệnh 39 đến Sứ mệnh 59, cùng với một số câu chuyện bên lề: Nhiệm vụ phụ 2 và Nhiệm vụ ngắn từ 6 đến 7.
Mùa này được cấp phép bản quyền phát sóng trực tuyến bởi Crunchyroll bên ngoài khu vực Châu Á. Muse Communication sở hữu bản quyền phát hành tại Đài Loan, Nam Á và Đông Nam Á và phát sóng nó trên hệ thống kênh YouTube trực thuộc trong một khoảng thời gian nhất định trong khi Netflix, iQIYI, bilibili phát sóng trên các nền tảng trực tuyến.

## Các tập
| TT. tổng thể | TT. trong mùa phim | Tiêu đề | Đạo diễn                                    | Biên kịch                          | Kịch bản bởi                   | Ngày phát hành gốc   | Tỷ lệ người xem |
| --- | ------------------ | --- | ------------------------------------------- | ---------------------------------- | ------------------------------ | -------------------- | --------------- |
| 26 | 1                  | "Đi theo mẹ và bố" Chuyển ngữ: "Chichi to Haha o Bikō Seyo" (tiếng Nhật: ちちとははをびこうせよ) | Kazuhiro Furuhashi, Teruyuki Omine          | Ayumu Hisao                        | Kazuhiro Furuhashi             | 7 tháng 10 năm 2023  | 3.0%            |
| Trong khi tiêu diệt một nhóm cực đoan tên là Rạp xiếc Đỏ, Yor bị bắn và bị thương ở phía sau. Cô trở về nhà với tâm trạng chua chát, khiến Loid đau khổ. Ngày hôm sau, Loid đưa cô đi hẹn hò trong khi Anya và Franky đuổi theo họ. Cơn đau liên tục của Yor khiến cô không thể tận hưởng buổi hẹn hò, làm hỏng nhiều kế hoạch của Loid. Tại bữa tối, một người phục vụ, là người sống sót của Rạp xiếc Đỏ, nhận ra Yor và tìm cách trả thù bằng cách đầu độc cô bằng nọc cá nóc nhưng vô ích. Không bỏ cuộc, anh ta dùng đến cách tạo ra một quả bom bằng cách sử dụng vật liệu trong nhà kho, nhưng bị cản trở bởi Anya, cô bé cùng với Franky đã xâm nhập vào nhà hàng và lắp ráp quả bom bằng lạc trước anh ta. Tên sát thủ thừa nhận và buổi hẹn hò diễn ra suôn sẻ nhờ chất độc đã giúp Yor làm tê liệt cơn đau. Sáng hôm sau, tác dụng của chất độc biến mất và Yor trở lại với tâm trạng chua chát, khiến Loid lại bối rối.                                                                                              |                    | |                                             |                                    |                                |                      |                 |
| 27 | 2                  | "Chiến lược sống còn của Bond" Chuyển ngữ: "Bondo no Seizon Senryaku" (tiếng Nhật: ボンドの生存戦略)"Chuyến dã ngoại rèn luyện của Damian" Chuyển ngữ: "Damian no Yagai Gakushū" (tiếng Nhật: ダミアンの野外学習) | Miyuki Kuroki                               | Daishirou Tanimura, Ichirō Ōkouchi | Miyuki Kuroki                  | 14 tháng 10 năm 2023 | 3.0%            |
| "Chiến lược sống còn của Bond": Bond nhìn thấy cảnh bản thân chết sau khi ăn đồ ăn do Yor làm. Để ngăn chặn điều đó, Bond tìm kiếm Loid để anh có thể về nhà sớm và nấu bữa tối cho mình. Cuối cùng Bond đã tìm thấy Loid và giúp anh ta đánh cắp huyết thanh thử nghiệm sự thật cho nhiệm vụ của mình. "Chuyến dã ngoại rèn luyện của Damian": Lo lắng rằng Damian học tập quá chăm chỉ để có được Stella trong kỳ nghỉ lễ, Emile và Ewen ở lại với Damian sau khi Damian bị phạt vì đi trễ giờ điểm danh. Sau đó, Henderson được người trông coi là ông Green, đưa các cậu bé đi tham quan thực địa ở một hồ nước gần đó, để dạy cho Damian và các cậu bé một bài học rằng việc thư giãn và vui chơi cũng quan trọng như việc học. |                    | |                                             |                                    |                                |                      |                 |
| 28 | 3                  | "Nhiệm vụ và Gia đình" Chuyển ngữ: "Ninmu to Kazoku" (tiếng Nhật: 任務と家族)"Bondman hoa lệ" Chuyển ngữ: "Kareinaru Bondoman" (tiếng Nhật: 華麗なるボンドマン)"Tâm hồn trẻ thơ I/Tâm hồn trẻ thơ II/Đánh thức" Chuyển ngữ: "Kodomo Kokoro I/Kodomo Kokoro II/Mezamashi" (tiếng Nhật: 子ども心Ⅰ／子ども心Ⅱ／目覚まし) | Hayato Sakai                                | Ichirō Ōkouchi, Ayumu Hisao        | Hayato Sakai                   | 21 tháng 10 năm 2023 | TBD             |
| "Nhiệm vụ và Gia đình": Khi SSS nghi ngờ một cựu phóng viên tên Franklin Perkin đang gửi các bài báo chống Ostania tới Westalis, Yuri được giao nhiệm vụ quan sát anh ta và thu thập bằng chứng. Yury có được bằng chứng cho thấy Franklin đang bí mật chụp ảnh với những tin tức tiêu cực hoặc giả mạo và gửi chúng đến Westalis nhưng cũng lại thông cảm cho anh ta sau khi biết Franklin làm chúng để kiếm tiền chăm sóc cha anh. Cuối cùng, Yury bắt giữ Franklin nhưng không kịp thông báo với anh rằng cha anh sẽ được chăm sóc. "Bondman hoa lệ": Anya đang xem một tập của Spy Wars trong đó nhân vật chính Bondman đã có cho mình một dàn hậu cung bao gồm những cô gái xinh đẹp, nhưng dàn hậu cung của anh ta đã đánh bại anh ta sau khi Bondman từ chối chỉ chọn một trong số họ làm bạn gái duy nhất của mình. "Tâm hồn trẻ thơ I/Tâm hồn trẻ thơ II/Đánh thức": Loid vẫn chưa hiểu nhiều về Anya sau khi anh và Yor đưa cô bé đi chơi cho vui. Trong khi đó, Damian dậy sớm trước giờ học còn Anya thì dậy muộn.   |                    | |                                             |                                    |                                |                      |                 |
| 29 | 4                  | "Vị ngọt của trí tuệ" Chuyển ngữ: "Chie no Kanmi" (tiếng Nhật: 知恵の甘味)"Đại chiến dịch tình ái của dân buôn tin II" Chuyển ngữ: "Jōhō-ya no Ren'ai Dai Sakusen Ⅱ" (tiếng Nhật: 情報屋の恋愛大作戦Ⅱ) | Yoshitsugu Hosokawa, Hiroyuki Tanaka (T.Đ.) | Daishirou Tanimura, Ayumu Hisao    | Makoto Fuchigami               | 28 tháng 10 năm 2023 | 2.6%            |
| "Vị ngọt của trí tuệ": Anya, Becky, Damian, Emile và Ewen tìm hiểu về những chiếc bánh macaroon đặc biệt giúp bất cứ ai ăn chúng đều trở nên thông minh và cố gắng lấy được bốn chiếc bánh cuối cùng từ George. Để quyết định xem ai sẽ ăn bánh macaroon, bọn trẻ chơi trò chơi Old Maid. Với Anya và Damian là những người chơi cuối cùng, Damian cho phép Anya giành chiến thắng sau khi nhìn thấy cô bé khóc. Mặc dù Anya ăn bánh macaroon, điểm số của cô bé hầu như không cải thiện mấy nhưng Loid nhận thấy Anya có kiến thức về môn Cổ Ngữ. "Đại chiến dịch tình ái của dân buôn tin II": Sau khi kể cho Loid nghe về nhóm sát thủ bí ẩn Garden, Franky nhờ Loid giúp anh tìm Kopi nhưng Loid không để tâm. Kopi, một con mèo đi lạc của Kacey, một nhân viên pha cà phê mà anh phải lòng. Tuy nhiên, Yor đề nghị giúp Franky tìm con mèo. Với sự giúp đỡ của Yor, Franky tìm thấy Kopi nhưng lại rất đau lòng sau khi biết Kacey đã có bạn trai. Trong khi đó, Yor được cấp trên của cô giao cho một nhiệm vụ từ Garden. |                    | |                                             |                                    |                                |                      |                 |
| 30 | 5                  | "Chiến dịch vượt biên" Chuyển ngữ: "Ekkyō Sakusen" (tiếng Nhật: 越境作戦) | Haruka Tsuzuki                              | Daishirou Tanimura                 | Haruka Tsuzuki                 | 4 tháng 11 năm 2023  | TBD             |
| Chủ tiệm giao cho Yor làm vệ sĩ cho Olka Gretcher và con trai cô ấy, những người sống sót duy nhất của một gia đình tội phạm bị phế truất, cho đến khi họ có thể trốn thoát an toàn đến một quốc gia trung lập sau khi lên tàu du lịch Princess Loreilei. Thật trùng hợp, Anya và Loid cũng giành được một chuyến đi trên cùng một chuyến tàu thông qua xổ số ở trung tâm mua sắm. Dưới vỏ bọc công việc kinh doanh của Tòa thị chính, Yor và người quản lý của cô, Matthew McMahon, cũng là đồng nghiệp sát thủ của cô, gặp Olka, con trai cô và người chồng giả của cô trên tàu. Khi Matthew đi vắng, Yor hộ tống Olka và con trai cô ra ngoài để tận hưởng không khí trong lành. Thật không may, cuộc trò chuyện của họ bị nghe lén và một trong những tên sát thủ truy đuổi đã biết được bí danh của Olka. |                    | |                                             |                                    |                                |                      |                 |
| 31 | 6                  | "Du thuyền hạng sang đầy kinh hoàng" Chuyển ngữ: "Senritsu no Gōka Kyakusen" (tiếng Nhật: 戦慄の豪華客船) | Tsuyoshi Tobita                             | Daishirou Tanimura                 | Shinji Itadaki                 | 11 tháng 11 năm 2023 | TBD             |
| Khi màn đêm buông xuống, Matthew nhận ra bí mật của Olka đã bị lộ sau khi anh bắt được một trong những sát thủ được đến bởi Leonard Harpoon, tên trùm tội phạm muốn gia đình cô phải chết. Trong khi Yor hộ tống Zeb và Gretchers đến một căn phòng an toàn khác, thủ lĩnh của nhóm sát thủ ra lệnh cho mọi người làm việc cùng nhau và không được gây náo loạn. Khi Yor lặng lẽ ngăn chặn mọi nỗ lực nhằm vào Gretchers, Anya tình cờ nghe được kế hoạch của Hội Sát thủ. Để ngăn Loid phát hiện và giúp đỡ Yor, Anya đã thuyết phục Loid thử vài bộ quần áo du lịch, trong khi đó cô bé bỏ chạy khi Yor đối mặt với một sát thủ tên Barnaby. |                    | |                                             |                                    |                                |                      |                 |
| 32 | 7                  | "Nhiệm vụ vì ai" Chuyển ngữ: "Dare ga Tame no Ninmu" (tiếng Nhật: 誰がための任務) | Shōgo Ono                                   | Daishirō Tanimura                  | Mamoru Kurosawa                | 18 tháng 11 năm 2023 | 2.8%            |
| Trong khi Yor chiến đấu với Barnaby, Anya đánh lừa đám đông ở gần đó rằng cuộc chiến chỉ là một phần của buổi biểu diễn xiếc, để cho Yor đánh bại Barnaby. Khi Yor và Gretchers đến phòng an toàn, Matthew bảo họ ở lại phòng của mình cho đến tối mai khi thuyền trốn thoát của họ sẵn sàng. Khi gia đình Gretcher ngủ, Yor tự hỏi tại sao cô ấy lại chiến đấu. Sáng hôm sau, Anya cố gắng đánh lạc hướng Loid để cô bé có thể tìm và giúp đỡ Yor, nhưng bản thân lại bị phân tâm. Nghĩ rằng Anya đang buồn vì Yor không ở cùng họ, Loid đưa cô lên boong tàu để xem màn bắn pháo hoa sắp diễn ra. Khi màn đêm buông xuống và Yor hộ tống Gretchers đến điểm hẹn, các sát thủ tập hợp lại để ngăn chặn họ. |                    | |                                             |                                    |                                |                      |                 |
| 33 | 8                  | "Khúc giao hưởng trên thuyền" Chuyển ngữ: "Senjō no Shinfonī" (tiếng Nhật: 船上の交響曲)"Trà thảo mộc của chị gái" Chuyển ngữ: "Ane no Hābutī" (tiếng Nhật: 姉のハーブティー) | Isao Hayashi                                | Daishirō Tanimura                  | Isao Hayashi, Yoshiki Kitai    | 25 tháng 11 năm 2023 | 2.4%            |
| "Khúc giao hưởng trên thuyền": Yor cố gắng đưa Gretchers ra khỏi tàu trong buổi trình diễn pháo hoa, nhưng lại bị bọn sát thủ chặn lại. Cô và Matthew hợp sức cùng nhau để chống lại chúng cho đến khi cô gặp một sát thủ cầm kiếm mạnh mẽ hạ gục Matthew. Khi bị đẩy đến giới hạn của mình, Yor đã tự hỏi tại sao cô ấy vẫn tiếp tục làm sát thủ cho đến khi cô nhớ lại những ký ức về Loid, Anya, Yury và Gretchers. Nhận ra mình muốn chiến đấu vì một thế giới hòa bình cho những người thân yêu của mình, Yor lấy lại quyết tâm và đánh bại tên sát thủ. "Trà thảo mộc của chị gái": Yuri bị cảm lạnh khi đang thực hiện nhiệm vụ và buộc phải nghỉ ngơi ở nhà, nơi anh nhớ lại cách Yor đã từng chăm sóc anh khi anh bị ốm và cách anh quyết tâm trở nên mạnh mẽ hơn để không trở thành gánh nặng cho cô. |                    | |                                             |                                    |                                |                      |                 |
| 34 | 9                  | "Bàn tay kết nối tương lai" Chuyển ngữ: "Mirai o Tsunagu Te" (tiếng Nhật: 未来を繋ぐ手) | Takahiro Harada, Ryōta Karasawa             | Daishirō Tanimura                  | Isao Hayashi, Miyuki Kuroki    | 2 tháng 12 năm 2023  | TBD             |
| Sau màn pháo hoa, Loid biết được rằng có những quả bom được đặt khắp con tàu, được đặt bởi kẻ cung cấp thông tin sát thủ với mục đích giết tất cả mọi người trên tàu. Trong khi Loid đang cải trang để tháo bom, Anya đến giúp Yor bằng cách bí mật ném lại con dao nhọn của Yor, giúp cô đánh bại tên kiếm sĩ. Khi tên thủ lĩnh nhóm sát thủ trốn thoát và đối mặt với người cung cấp thông tin trên chiếc thuyền trốn thoát của mình, Loid phát hiện ra một quả bom sắp phát nổ và ném nó xuống biển, vô tình làm nổ tung hai sát thủ và lật úp thuyền của họ. Sau lời chia tay đầy xúc động với gia đình Gretchers khi họ rời đi an toàn trên một chiếc thuyền trốn thoát, Matthew bảo Yor hãy tận hưởng kỳ nghỉ cùng gia đình như một phần thưởng cho việc họ đã hoàn thành nhiệm vụ. |                    | |                                             |                                    |                                |                      |                 |
| 35 | 10                 | "Tận hưởng khu nghỉ dưỡng nào" Chuyển ngữ: "Rizōto o Mankitsu Seyo" (tiếng Nhật: リゾートを満喫せよ)"Kỳ nghỉ đáng tự hào" Chuyển ngữ: "Kyūka Jiman" (tiếng Nhật: 休暇自慢) | Hayato Sakai                                | Rino Yamazaki                      | Hayato Sakai                   | 9 tháng 12 năm 2023  | TBD             |
| "Tận hưởng khu nghỉ dưỡng nào": Khi chiếc du thuyền Công chúa Lorelei đến một hòn đảo nghỉ dưỡng, gia đình Forgers đã tận hưởng nhiều hoạt động vui chơi khác nhau trước khi Loid ẫm Yor và Anya đang ngủ vì kiệt sức trở lại tàu. Quay trở lại Berlint, Sylvia nói với Loid rằng sự cố gần đây trên con tàu đã được SSS che đậy và nói với anh rằng hãy chuẩn bị đối phó với những nhóm khác đang đe dọa hòa bình giữa phương Đông và phương Tây. "Kỳ nghỉ đáng tự hào": Trở lại trường học sau kỳ nghỉ, Anya cố gắng khoe khoang với bạn bè về chuyến du ngoạn của mình, nhưng lại nhanh chóng bị phai mờ bởi bữa tiệc hoành tráng của Becky và bị các bạn cùng lớp chế nhạo vì sự vô lý về câu chuyện của cô bé. Cô chán nản về nhà và kể lại câu chuyện, nơi Loid, Yury và Yor "đạo đức giả" nói với cô bé rằng nói dối là sai. |                    | |                                             |                                    |                                |                      |                 |
| 36 | 11                 | "Berlint Love" Chuyển ngữ: "Bārinto Rabu" (tiếng Nhật: バーリント・ラブ)"Một ngày của Nightfall" Chuyển ngữ: "Tobari no Nichijō" (tiếng Nhật: 〈夜帷〉の日常) | Yōsuke Yamamoto                             | Honoka Katō                        | Koji Masunari, Takahiro Harada | 16 tháng 12 năm 2023 | TBD             |
| "Berlint Love": Lấy cảm hứng từ bộ phim truyền hình yêu thích của cô bé là "Berlint Love", Becky đến nhà của Forgers mà không báo trước với ý định tán tỉnh Loid để cô có thể kết hôn với anh. Tuy nhiên, mọi nỗ lực tán tỉnh của cô bé khiến Loid bối rối và khiến Yor phải vội vàng đến bệnh viện vì nghĩ rằng cô đang say. Chứng kiến sức mạnh của Yor, Becky thừa nhận và yêu cầu Yor dạy cô bé mạnh mẽ hơn để có thể thu hút Loid hơn. "Một ngày của Nightfall": Trong khi Loid đang đi nghỉ cùng gia đình trên tàu Công chúa Lorelei, Fiona đã tình nguyện nhận nhiệm vụ của Loid và sau đó lên núi huấn luyện nhằm chứng minh giá trị của mình với Loid. Sau khi gặp lại Loid và nhận được món quà lưu niệm của anh, Fiona thầm trở nên choáng váng vì hạnh phúc do sự tương tư của cô dành cho anh, trong khi vẫn tỏ ra xa cách với anh. |                    | |                                             |                                    |                                |                      |                 |
| 37 | 12                 | "Một thành viên của gia đình" Chuyển ngữ: "Kazoku no Ichiin" (tiếng Nhật: 家族の一員) | Yukiko Imai                                 | Ayumu Isao                         | Yukiko Imai                    | 23 tháng 12 năm 2023 | TBD             |
| Trong khi đưa Bond ra ngoài đi dạo, Loid cố gắng huấn luyện Bond trở thành thành một chú chó nghiệp vụ, việc mà chú rất ghét vì đã khiến cho Bond nhớ đến các Nhà khoa học đã ngược đãi mình. Sau khi nhìn thấy một chú chó con bị mắc kẹt trong căn hộ đang cháy, Bond và Loid giải cứu chú chó con và bắt được kẻ phóng hỏa chịu trách nhiệm về nó. Nhờ hành động của mình, Bond nhận được đánh giá cao tớ từ Loid. Tập phim kết thúc với cảnh tất cả các nhân vật thực hiện các hoạt động hàng ngày của riêng họ. |                    | |                                             |                                    |                                |                      |                 |

## Băng đĩa
| Volume | Volume       | Tập                                                           | Nhân vật đại diện (bìa)                       | Ngày phát hành       | Nguồn. |
| ------ | ------------ | ------------------------------------------------------------- | --------------------------------------------- | -------------------- | ------ |
|        | 1            | Mật vụ 26–29                                                  | Anya Forger, Damian Desmond & Becky Blackbell | 20 tháng 12 năm 2023 | [ 14 ] |
| 2      | Mật vụ 30–33 | Yor Forger, Anya Forger, Loid Forger, Bond Forger             | 21 tháng 2 năm 2024                           | [ 15 ]               |        |
| 3      | Mật vụ 34–37 | Loid Forger, Fiona Frost, Yuri Briar, Yor Forger, Anya Forger | 17 tháng 4 năm 2024                           | [ 16 ]               |        |